# RS-874
La RS-874 est une route locale de la mésorégion métropolitaine de Porto Alegre, dans l'État du Rio Grande do Sul, qui relie la municipalité de São José do Hortêncio à la RS-122, sur le territoire de celle de São Sebastião do Caí. Elle est longue de 14,1 km.